# Raffaello Maurri
Raffaello Maurri (1863 – 1935) è stato un editore e liutaio italiano.

## Biografia
Assieme al fratello Pilade aprì un negozio specializzato in editoria musicale e una ditta di costruzione di strumenti mandolini, mandole e chitarre a Firenze. I cartigli dei mandolini R. Maurri riportano l'esistenza di un negozio in Via delle Farine, n. 2 e di un'officina in Piazza S. Croce, n. 6.
La ditta Maurri stampò un vasto catalogo di musiche per strumenti a plettro, che oggi costituisce la Collezione Maurri (Ed. Curci). Lo Stabilimento Raffaello Maurri fu poi rilevato da Carlo Schmidl nel 1923.
Secondo il musicologo Paul Sparks (1995), è da attribuire ai liutai Maurri l'invenzione del cosiddetto "mandolino toscano" o "fiorentino", caratterizzato da una differente inclinazione della tavola e da un numero di cori doppi o singoli variabile tra 4 e 5.
Oggi Raffaello Maurri è sepolto al Cimitero monumentale della Misericordia dell'Antella, Comune di Bagno a Ripoli, provincia di Firenze.